# 塔蘭托省
塔蘭托省（義大利語：Provincia di Taranto）是意大利普利亚大区的一個省。面積2,437平方公里，2006年人口580,588人。首府塔蘭托。
下分29市鎮。